# Rawatbhata
Rawatbhata (o Rawat Bhatta, Rawatbhaia, Rawatbhatta Bazar) è una suddivisione dell'India, classificata come municipality, di 34.677 abitanti, situata nel distretto di Chittorgarh, nello stato federato del Rajasthan. In base al numero di abitanti la città rientra nella classe III (da 20.000 a 49.999 persone).

## Geografia fisica
La città è situata a 24° 55' 60 N e 75° 34' 60 E e ha un'altitudine di 324 m s.l.m..

## Società

### Evoluzione demografica
Al censimento del 2001 la popolazione di Rawatbhata assommava a 34.677 persone, delle quali 18.233 maschi e 16.444 femmine. I bambini di età inferiore o uguale ai sei anni assommavano a 4.995, dei quali 2.609 maschi e 2.386 femmine. Infine, coloro che erano in grado di saper almeno leggere e scrivere erano 25.113, dei quali 14.427 maschi e 10.686 femmine.